# Lebialem
Lebialem är ett departement i Kamerun.   Det ligger i regionen Sydvästra regionen, i den västra delen av landet, 260 km nordväst om huvudstaden Yaoundé. Antalet invånare är 144 560.